# Sumbergayam (Durenan)
Sumbergayam is een bestuurslaag in het regentschap Trenggalek van de provincie Oost-Java, Indonesië. Sumbergayam telt 2374 inwoners (volkstelling 2010).